# Tony Gatlif
Tony Gatlif - nascido Michel Dahmani (Argel, 10 de setembro de 1948) é um realizador de cinema francês de etnia cigana e argelina, que também trabalha como argumentista, ator e produtor cinematográfico.
O seu tema principal é o povo cigano. Diz Gatlif:
Toda a minha arte é de intervenção; não faria cinema se assim não fosse. Por intervenção quero dizer pelo povo, pela justiça, contra a injustiça. É preciso combater contra os estereótipos. Só conhecendo o povo de dentro — como eu conheço — isso é possível.

## Filmografia
- La Tête en ruine (1975)
- La Terre au ventre (1978)
- Corre gitano (1981)
- Canta gitano (1981)
- Les Princes (1982)
- Rue du départ (1985)
- Pleure pas my love (1989)
- Gaspard et Robinson (1990)
- Latcho Drom (1992)
- Mondo (1995)
- Gadjo dilo (1997)
- Je suis né d'une cigogne (1998)
- Vengo (2000)
- Swing (2001)
- Exils (2004)
- Transylvania (2006)
- Liberté (2009)
- Indignados (2012)
- Geronimo (2014)